# Pseudohadena banghaasi
Pseudohadena banghaasi là một loài bướm đêm trong họ Noctuidae.